# Regions Morgan Keegan Championships and Memphis International 2012 - Qualificazioni singolare femminile
Le qualificazioni del singolare femminile del Regions Morgan Keegan Championships and Memphis International 2012 sono state un torneo di tennis preliminare per accedere alla fase finale della manifestazione. I vincitori dell'ultimo turno sono entrati di diritto nel tabellone principale. In caso di ritiro di uno o più giocatori aventi diritto a questi sono subentrati i lucky loser, ossia i giocatori che hanno perso nell'ultimo turno ma che avevano una classifica più alta rispetto agli altri partecipanti che avevano comunque perso nel turno finale.

## Teste di serie
1. Jamie Hampton (qualificata)
2. Alexa Glatch (qualificata)
3. Julia Cohen (primo turno)
4. Camila Giorgi (qualificata)

1. Julia Boserup (primo turno)
2. Chichi Scholl (ultimo turno)
3. Victoria Larrière (ultimo turno)
4. Madison Brengle (ultimo turno)

## Qualificate
1. Jamie Hampton
2. Alexa Glatch

1. Irena Pavlović
2. Camila Giorgi

## Tabellone qualificazioni

### 1ª sezione
|  | Primo turno | Primo turno       | Primo turno       | Primo turno | Primo turno |  |  | Ultimo turno | Ultimo turno      | Ultimo turno | Ultimo turno | Ultimo turno |  |
|  |             |                   |                   |             |             |  |  |              |                   |              |              |              |  |
|  | 1           | Jamie Hampton     | 5                 | 6           | 7           |  |  |              |                   |              |              |              |  |
|  |             | Ashley Weinhold   | 7                 | 1           | 5           |  |  | 1            | Jamie Hampton     | 4            | 6            | 6            |  |
|  |             | Nastassja Burnett | Nastassja Burnett | 6           | 6           |  |  |              | Nastassja Burnett | 6            | 4            | 3            |  |
|  | 5           | Julia Boserup     | Julia Boserup     | 1           | 1           |  |  |              |                   |              |              |              |  |

### 2ª sezione
|  | Primo turno | Primo turno       | Primo turno       | Primo turno | Primo turno |  |  | Ultimo turno | Ultimo turno    | Ultimo turno | Ultimo turno | Ultimo turno |  |
|  |             |                   |                   |             |             |  |  |              |                 |              |              |              |  |
|  | 2           | Alexa Glatch      | Alexa Glatch      | 6           | 6           |  |  |              |                 |              |              |              |  |
|  |             | Aleksandra Krunić | Aleksandra Krunić | 2           | 3           |  |  | 2            | Alexa Glatch    | 1            | 6            | 6            |  |
|  |             | Iryna Burjačok    | Iryna Burjačok    | 2           | 2           |  |  | 8            | Madison Brengle | 6            | 3            | 4            |  |
|  | 8           | Madison Brengle   | Madison Brengle   | 6           | 6           |  |  |              |                 |              |              |              |  |

### 3ª sezione
|  | Primo turno | Primo turno       | Primo turno       | Primo turno | Primo turno |  |  | Ultimo turno | Ultimo turno      | Ultimo turno      | Ultimo turno | Ultimo turno |  |
|  |             |                   |                   |             |             |  |  |              |                   |                   |              |              |  |
|  | 3           | Julia Cohen       | Julia Cohen       | 0           | 1           |  |  |              |                   |                   |              |              |  |
|  |             | Irena Pavlović    | Irena Pavlović    | 6           | 6           |  |  |              | Irena Pavlović    | Irena Pavlović    | 6            | 6            |  |
|  | WC          | Gabrielle Andrews | Gabrielle Andrews | 5           | 5           |  |  | 7            | Victoria Larrière | Victoria Larrière | 2            | 2            |  |
|  | 7           | Victoria Larrière | Victoria Larrière | 7           | 7           |  |  |              |                   |                   |              |              |  |

### 4ª sezione
|  | Primo turno | Primo turno        | Primo turno        | Primo turno | Primo turno |  |  | Ultimo turno | Ultimo turno  | Ultimo turno  | Ultimo turno | Ultimo turno |  |
|  |             |                    |                    |             |             |  |  |              |               |               |              |              |  |
|  | 4           | Camila Giorgi      | Camila Giorgi      | 6           | 6           |  |  |              |               |               |              |              |  |
|  |             | Naomi Broady       | Naomi Broady       | 2           | 1           |  |  | 4            | Camila Giorgi | Camila Giorgi | 6            | 6            |  |
|  | WC          | Catherine Harrison | Catherine Harrison | 4           | 4           |  |  | 6            | Chichi Scholl | Chichi Scholl | 2            | 4            |  |
|  | 6           | Chichi Scholl      | Chichi Scholl      | 6           | 6           |  |  |              |               |               |              |              |  |